# Jonas Nilsson (företagsledare)
Jonas Gottfrid Herbert Nilsson, född 27 maj 1901 i Stockholm, död där 10 oktober 1978, var en svensk företagsledare.
Jonas Nilsson var son till grosshandlaren Axel Gottfrid Nilsson. Han utexaminerades från Frans Schartaus Handelsinstitut och anställdes därefter vid faderns grossistfirma AB Nilsson & Johansson. 1924 övertog han företaget som VD och styrelseledamot. Under hans tid växte företaget till en av de mest betydande tillverkarna av husgeråd i Sverige, och bytte namn till Nilsjohan. Jonas Nilsson drev företaget i hög grad som ett familjeföretag och deltog själv i och fattade alla de viktiga besluten. Han ställde hårda krav på lojalitet från sina anställda men hade också en god förmåga att knyta nya namn till sitt företag. Nilsson var även bland annat ledamot av styrelsen för AB Stjernqvists metallfabrik från 1939 och ledamot av styrelsen för Matsilver AB, där han 1964 även blev VD.